# Yojer Medina
Yojer Enrique Medina (5 de setembro de 1973) é um atleta venezuelano, especialista em arremesso de peso e de disco. Ganhou numerosos títulos em diversas competições de carácter regional e continental. 
A nível mundial, competiu nos Campeonatos Mundiais de 1995, 1997 e 2001, bem como nos Jogos Olímpicos de 1996, sem nunca atingir a final em qualquer dos casos.
As suas melhores marcas são de 20.01 m do lançamento do peso e de 57.42 m no lançamento do disco.